# Europacup zaalhockey
De Europacup zaalhockey (of EuroHockey Indoor Club Championships) is een Europese zaalhockeycompetitie voor clubteams zowel bij de heren als bij de dames.
De competitie wordt sinds 1990 ieder voorjaar in toernooivorm gespeeld en wordt georganiseerd door de Europese Hockey Federatie. Er nemen acht teams deel die verdeeld over twee poules spelen. De poulewinnaars spelen in de finale tegen elkaar en de twee laagstgeklaseerde teams in de poule degraderen namens hun land. 
Er zijn naast de Europacup nog drie lagere niveaus: de zaalhockey Throphy, de zaalhockey Challenge I en de zaalhockey Challenge II. De twee finalisten van de deze toernooien promoveren en de twee laagstgeklaseerde teams degraderen namens hun land. Omdat de nationale zaalhockeykampioenen per land deelnemen, en deze jaarlijks kunnen verschillen, is de promotie-degradatieregeling op landen basis geregeld.

## Winnaars
- zie: Lijst van veld- en zaalhockey Europacup winnaars